# 王宅 (百丈街道)
29°52′5.38″N 121°33′52.79″E / 29.8681611°N 121.5646639°E
王宅位于中国浙江省宁波市鄞州区彩虹北路59号，民国建筑，与陈家墙门相邻，院落坐西朝东，为两进院落，由正厅、厢房、偏房和花园等组成，大门上原阳刻四字，文革中被铲去，正厅共两层，北侧二楼三间现已被烧毁，厢房分前厢房和后厢房，分别位于前、后天井两侧，偏房位于院落北侧，共两层，正厅东西两侧檐下北侧各有门通偏房，偏房北侧有小院，西侧有门通花园，2010年公布为江东区文物保护单位:434，2020年8月5日因行政区划调整公布为鄞州区文物保护单位。